# Festival de Sédières
Le festival de Sédières est un festival pluridisciplinaire organisé de juin à septembre de 1974 à 2016 au château de Sédières. Sa formule habituelle dans les années 2000 se compose d'une exposition, de spectacles (opéra, jeune public, spectacle musical ou cirque depuis 2009) et de concerts de musiques actuelles. 
À la suite de la dissolution de l'ADIAM 19,, agence chargée par le département de gérer la manifestation, et à la reprise directe de l'organisation par le conseil départemental, l'opéra est supprimé, et le festival est recalibré à partir de 2017 autour de concerts de musiques actuelles et prend le nom de O Grand R, tandis que l'exposition estivale et la programmation jeune public sont reconduites.

## Programmes des éditions 1999-2015

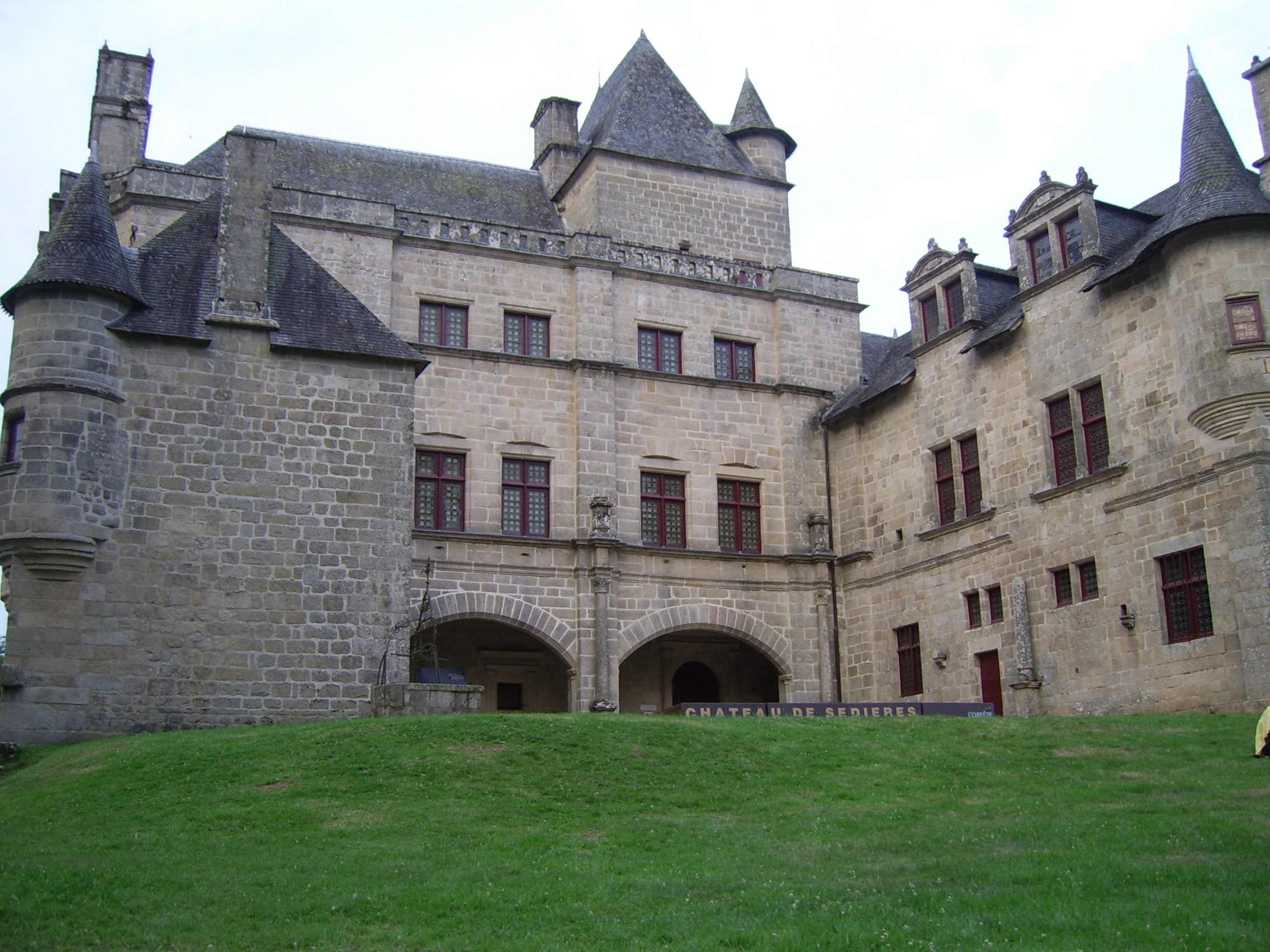
Le château.

### Festival 2015
- Musiques actuelles les 16, 17 et 18 juillet 2015 avec:

Jeudi 16 juillet : LD.Kharst, Jeanne Added, The Dø
Vendredi 17 juillet : Make a stache, Jo Dahan, Louis Bertignac
Samedi 18 juillet : The Belfour, Thomas Kahn, Brigitte

### Festival 2014
- Musiques actuelles les 25, 26 juillet 2014 avec:

Vendredi 25 juillet : Détroit (Bertrand Cantat & Pascal Humbert), Bertrand Belin, Novo
Samedi 26 juillet : Moriarty & Christine Salem, Cascadeur, Cratylik Gene Ohm

### Festival 2013
- Musiques actuelles les 25, 26, 27 juillet 2013 avec :

Jeudi 25 juillet 2013 : Barbara Carlotti, Elisa Jo, Peaks
Vendredi 26 juillet 2013 : Lilly Wood and the Prick, La Femme, Chapitre 5
Samedi 27 juillet 2013 : Lo Jo, La Position du Tireur Couché, AJM

### Festival 2012
- Musiques actuelles les 26, 27 juillet 2012 avec :

le 26 juillet: Ewert and The Two Dragons, Rachida Brakni, Sallie Ford & The Sound Outside, Arthur H.
le 27 juillet: Orange Blossom, Asaf Avidan & Band, Tinariwen.

### Festival 2011
- Exposition du 12 juin au 18 septembre 2011: Visage(s) du Louvre
- Cirque: Le Cirque Précaire les 1, 2 et 3 juillet 2011
- Spectacle Jeune Public du 6 juillet au 12 août 2011 avec: Une chenille dans le cœur (Cie Théâtre sur le fil) le  mercredi 6 juillet à 15h- Effet mère (Bobine et compagnie) le mercredi 13 juillet à 15h- L'enfant porte (Chandelle Production et Voix du Sud) le mercredi 20 juillet à 15h- Ricochets d'histoires (Cie C'est-à-dire) le  mercredi 27 juillet à 15h- Encyclopédie Familiale du grand bazar de l'indispensable superflu (Bouskidou) le mardi 2 août à 15h- Bouillon de contes (C'est-à-dire) le vendredi 12 août à 15h.
- Musiques actuelles les 28, 29 et 30 juillet 2011 avec:

la chanson: le vendredi 28 juillet avec Vlad, Rigolus, Philippe Katerine.
pop-folk: le vendredi 29 juillet avec Zak Laughed, The Bewitched Hands, Syd Matters et The Do.
soirée "Venus Attacks" le 30 juillet avec Leather Académy, Le Prince Miiaou, Zaza Fournier et enfin Yael Naïm.
- L'Opéra les 23, 24, 26 et 27 août 2011 avec l'enlèvement au sérail.

### Festival 2010
- Exposition: Musée du Quai Branly, Au Nord de Sumatra, Les Bataks du 13 juin au 3 octobre 2010.
- Spectacle Jeune public du 7 juillet au 18 août avec : Une rencontre, 2 parallèles (Cie 3 X rien)- Ferme Les Yeux (Cie C'Koi Ce Cirk)- Viens faire le bal (Bouskidou)-Pouf (Cie les Objets Volants- Midi à ta porte (Cie l'Enjoliveur-Cirque)- Tout conte fait (Cie C'est-à-dire)- ROUGE ROUGE (Cie du Théâtre Billenbois).
- Cirque: Le Sort Du Dedans-(Cie Baro D'Evel)-Midi à ta Porte(Cie L'Enjoliveur)
- Musiques actuelles: les 22, 23 et 24 juillet 2010 avec :

rock, électro et hip-hop le 23 juillet: Araban, Sandy Volt, Dr Vince et Wax Tailor.
pop et chanson le 24 juillet: St Augustine, Camélia Jordana, Émilie Simon
le 25 juillet: Renan Luce, Micky Green, Benoît Dorémus.
- L'Opéra: les 21, 22, 23, 24 et 25 août 2010 avec Le barbier de Séville ou "La précaution inutile"

### Festival 2009
- Exposition : Masques du monde, avec le musée du Quai Branly
- Opéra : Tosca, d'après Puccini. Avec le Théâtre de la Chélidoine, la Camerata Vocale de Brive, et le Forum Sinfonietta.
- Ré/Pli/Que (Récital/Pliage/Lyrique)
- Soirée cirque (Le poids dans la peau, l'homme-cirque) - Compagnie Lonely Circus
- Cinéma en plein-air : O'Brother et Dialogue avec mon jardinier
- Musiques actuelles :

Soirée pop-rock : Stuck in the Sound, Peter Von Poehl, The Bellrays, The Glums, Les Fonkfarons
Soirée "Filles" : La Grande Sophie, Emily Loizeau, Sophie Hunger, La Fanfare en Pétard
Soirée chanson urbaine : Abd Al Malik, Krystle Warren, DR Vince et Ted l'Afro, La Fanfare en Pétard
Soirée Jazz : L'Orchestre National de Jazz, "Around Robert Wyatt", Caroline, La Grande Marche des Quatre Pingouins, Melting Pot
Soirées graff : Senzo
- Jeune public : Azaïs : la dernière fée de Bougaya, L'Homme-cirque, Le jardin du voisin, La ronde des histoires, Le petit chaperon rouge, Show de vents, Territoires inimaginaires, Histoire de voir la Lune.

### Festival 2008
- Exposition : Le temps du rêve, avec le musée du Quai Branly
- Opéra : Così fan tutte, d'après Mozart. Avec le Théâtre de la Chélidoine, la Camerata Vocale de Brive, et le Forum Sinfonietta.
- Musiques actuelles : Mazalda, Hushpuppies, The Delano Orchestra, The Sweet Vandals, Alela Diane, La Fanfare en Pétard, Constance Verluca, Keren Ann, Soko, Susheela Raman, Natacha Atlas, The Sleeping Years, Wovenhand, Saez
- Fable équestre : Orfeo, de Monterverdi. Avec la compagnie Barbaroque, la troupe équestre de Claude Auger, l'ensemble vielles-cornemuses du CNR de Limoges et l'ensemble de cuivres-percussions de Bollène.
- Jeune public : Le château de la Belle et la Bête, Bigna, Merveilleux les contes, Le déménagement fantastique, Où se cache-t-elle ?, La musique des mots, Salsifis cirque.

### Festival 2007
- Exposition : Trésors du musée des arts décoratifs (tapisseries)
- Ciné-concert : Théo Hakola sur Le Vent de Victor Sjöström
- Opéra : Rigoletto, de Verdi
- Fable équestre : L'Orfeo, de Monteverdi, par la Compagnie Barbaroque, la troupe équestre du Théâtre de Verdure, l'ensemble vielles-cornemuses de Philippe Destrem (CNR de Limoges) et l'ensemble galoubet-cuivre-percussions de V.Comte (Bollène)
- Jeune public : Ciné-Baby, Le tour du monde au féminin, Le Bal des mômes, Un cirque plus juste, Robinson en duo, Les Fées Fleurs, Tour du monde au masculin
- Musiques actuelles : Camille, Anticlimax, Oshen, Babet, Nosfell, Aaron, Hot 8 Brass Band, The Elderberries, Nelson, The View, The Electric Soft Parade, Art Brut

### Festival 2006
Le festival 2006 était parrainé par le Crédit agricole Centre-Ouest, France 3 Limousin-Poitou-Charentes, France Bleu Limousin, Gaz de France, la Société générale, la Fnac, le ministère de la Culture et de la Communication, la chaîne Mezzo, Télérama, les transports Chèze et le quotidien régional La Montagne.
- Exposition : les Peintres de la Marine
- Ballet équestre : Le Grand Tango d'après Astor Piazzolla, par la Compagnie Barbaroque, la troupe équestre du Théâtre de Verdure, l'ensemble vielles-cornemuses de Philippe Destrem (CNR de Limoges) et l'ensemble galoubets-tambourins de B. Mélia.
- Musiques actuelles : Sarah Slean, Sophie Auster & One Ring Zero, CharlÉlie Couture, Avida Dolls, Tazio & Boy, Cocoon, I love you but I've chosen darkness, Echo & the Bunnymen, Koala Milk, Arman Méliès, Sylvain Chauveau, Arthur H, Frànçois & The Atlas Mountains, Cyrz, Joseph d'Anvers, Thomas Fersen
- Cinéma : One+One Sympathy for the devil (de J.L. Godard) et La Flûte Enchantée (d'I. Bergman)
- Théâtre : La Veuve rusée de Goldoni
- Opéra : La Bohème de Giacomo Puccini, par le petit chœur départemental d'enfants, la Camerata vocale de Brive, le théâtre de la Chélidoine et le forum Sinfonietta.
- Jeune public : Le Magicien de Papier, Festi'bal, Gros méchants et Petits malins, Tom un p'tit violon dans la tête, M'aime pas, La Balle Rouge, Petites et grosses bêtes, Les Fous de Bal

### Festival 2005
- Exposition : Paysages méconnus du Louvre
- Divertissement équestre : La 5e saison, d'après A. Vivaldi, par la compagnie Barbaroque, la troupe équestre du Théâtre de Verdure, l'ensemble vielles-cornemuses de Philippe Destrem (CNR de Limoges) et l'ensemble galoubets-tambourins de B. Mélia.
- Musiques actuelles : Mugison, Devendra Banhart Band, Bang Gang, Raul Paz, Quidam, Scories, Las Ondas Marteles, Bumcello, Alamo Race Track, The National, The Wedding Present, Mansfield Tya, Kelly de Martino, Elysian Fields, Grand National, Gecko Palace, Karin Clercq, Polar, Jean-Louis Murat
- Cinéma : Toi, Waguih (de N. A. Messeeh) et Last Days (de Gus Van Sant)
- Opéra : L'Elixir d'Amour, de G. Donizetti, par la Camerata vocale de Brive, le théâtre de la Chélidoine et le forum Sinfonietta.
- Jeune public : Les frères Dada, Le Véto Libraire, Une petite fête entre amis, Ballade contée, les clones, Passez Muscade, Fais pas d'Histoire.

### Festival 2004
- Exposition : Paysages et figures de Chine du XIIIe au XXe siècle
- Récital de piano : Sergueï Markarov
- Musiques actuelles : Awkword, Mad Sheer Khan, Salem Tradition, Ba Cissoko, OMR, Nouvelle Vague, Laetitia Shériff, An Pierlé, Feist, T, Minor Majority, The National, The Servant, Dimitrios, Red, Alain Bashung, Christopher O'Riley, Your Birthday Cake, The Film, Dionysos, Lambda live System, Exsonvaldes, I Monster, The Streets, Certal, Florent Marchet, Daniel Darc et Cali
- Cinéma : L'Aurore de Friedrich Wilhelm Murnau
- Théâtre musical : Le Serpent d'étoiles d'après Jean Giono, par la compagnie Barbaroque et l'ensemble vielles-cornemuses du CNR de Limoges.
- Opéra : Carmen, de G. Bizet, par la Camerata vocale de Brive, le théâtre de la Chélidoine  situé en  haute Corréze, le petit chœur de l'ENM de Tulle  et le forum Sinfonietta.
- Jeune public : La souris Verte et compagnie, Catherine Fontaine et Marie, les contes de la chaise à porteur, N. Hassani L. Jean et P. Deschamps, le théâtre de la Valise, le théâtre des 4 saisons, Martin Belcour et sa sœur Marie.

### Festival 2003
Annulé pour cause de grève des intermittents du spectacle — Seul le concert de Johnny Hallyday est maintenu.

### Festival 2002
- Expositions : Gérard Garouste, Isabelle Braud, Hélène Fraysse, Stéphane Jaubert-Segond et Olivier Masmonteil
- Musiques actuelles : 90 C, Pierre Barouh, Scories, Slonovski Bal, Wagner Pa, Sergent Garcia, Silvain Vanot, Dominique A, Christophe Miossec, Carlosound, The Notwist, The Tindersticks, Sergent Pépère, K 6, Hawksley Workman et Joseph Arthur
- Théâtre musical : L'histoire du Loup, concert champêtre en 5 actes itinérant, par la compagnie Barbaroque, et l'ensemble vielles-cornemuses du CNR de Limoges
- Opéra : La Grande-duchesse de Gérolstein, d'après Offenbach, par la Camerata Vocale de Brive, le théâtre de la Chélidoine et le forum Sinfonietta.
- Conte : Un cœur de tigre, par Pierre Deschamps
- Jeune public : Monsieur No, Maxiphone, Pierre Dechamps, Les contes de la chaise à porteur, le théâtre des 4 saisons, la compagnie La Souris Verte, Bernard Bogusz

### Festival 2001
- Musiques actuelles

Mercredi 25 juillet : Luke / Les Acrobates / Mathilde B
Jeudi 26 juillet : Françoiz Breut / Kama Diva / Clarika
Vendredi 27 juillet : Slonovski Bal / Mano Solo / Do Raï Mi
Samedi 28 juillet : Slonovski Bal / Rachid Taha / Kana
Dimanche 29 juillet : Carte Blanche à Kat Onoma

### Festival 1999
- Musiques actuelles

Jeudi 29 juillet : Catherine LAMAGAT / Erik ARNAUD / STATICS / Philippe POIRIER
Vendredi 30 juillet : FJORD / Théo HAKOLA / DOMINIQUE A
Samedi 31 juillet : Mathilde B / Yann TIERSEN + Claire PICHET + musiciens de MARRIED MONK